# Cuerno para beber

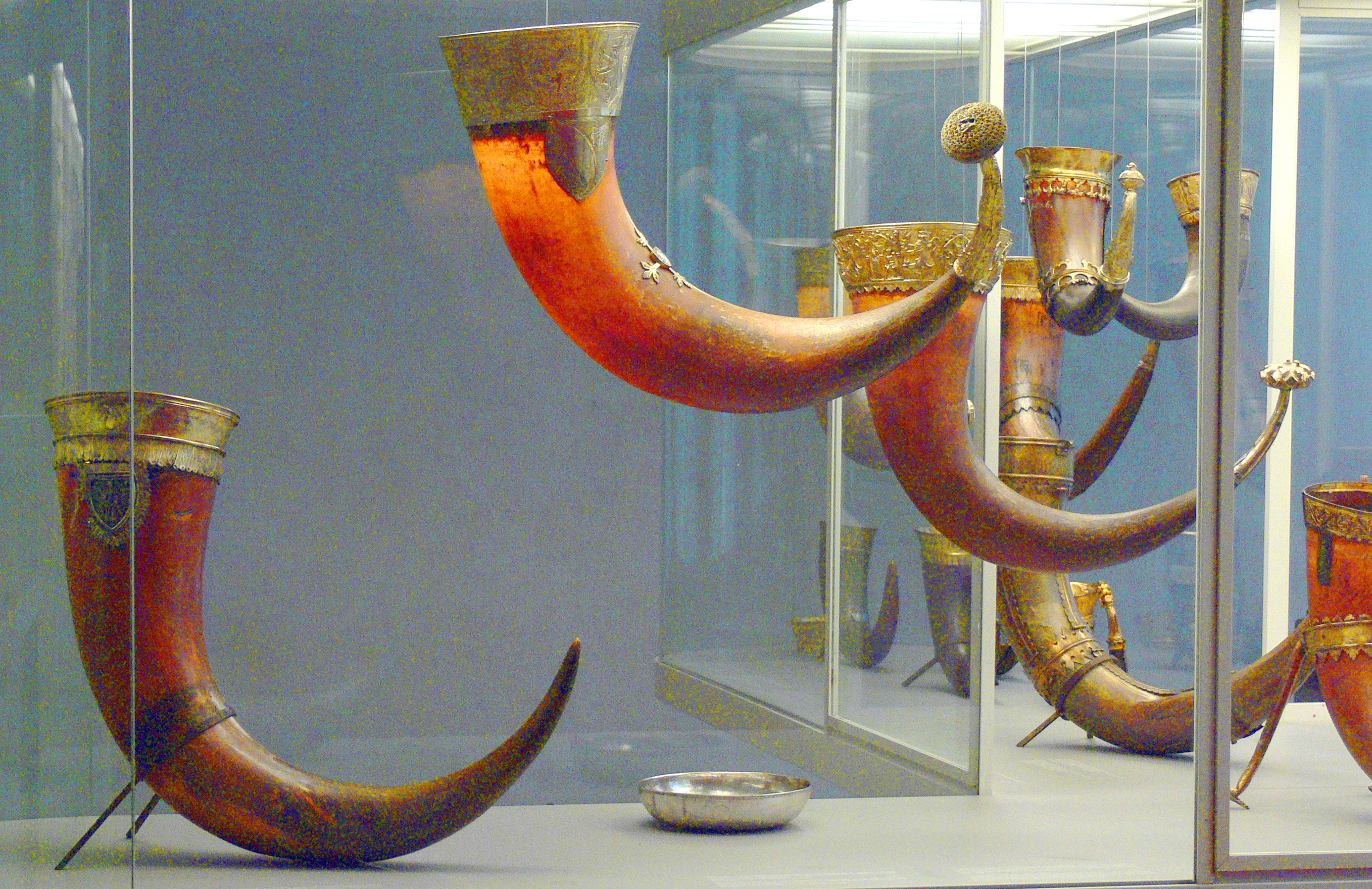
Colección de cuernos para beber del Renacimiento.

Un cuerno para beber es un recipiente utilizado desde la antigüedad, originalmente cortado de cuernos de animales (bisontes o uros) y luego, con la refinada cultura de los griegos, de cerámica y metal. En algunas culturas, su uso coincidía con el del ritón que, a diferencia de los cuernos para beber, se llevaba a la boca por el extremo más pequeño (como una paja), no por el más grande.

## Vestigios prehistóricos

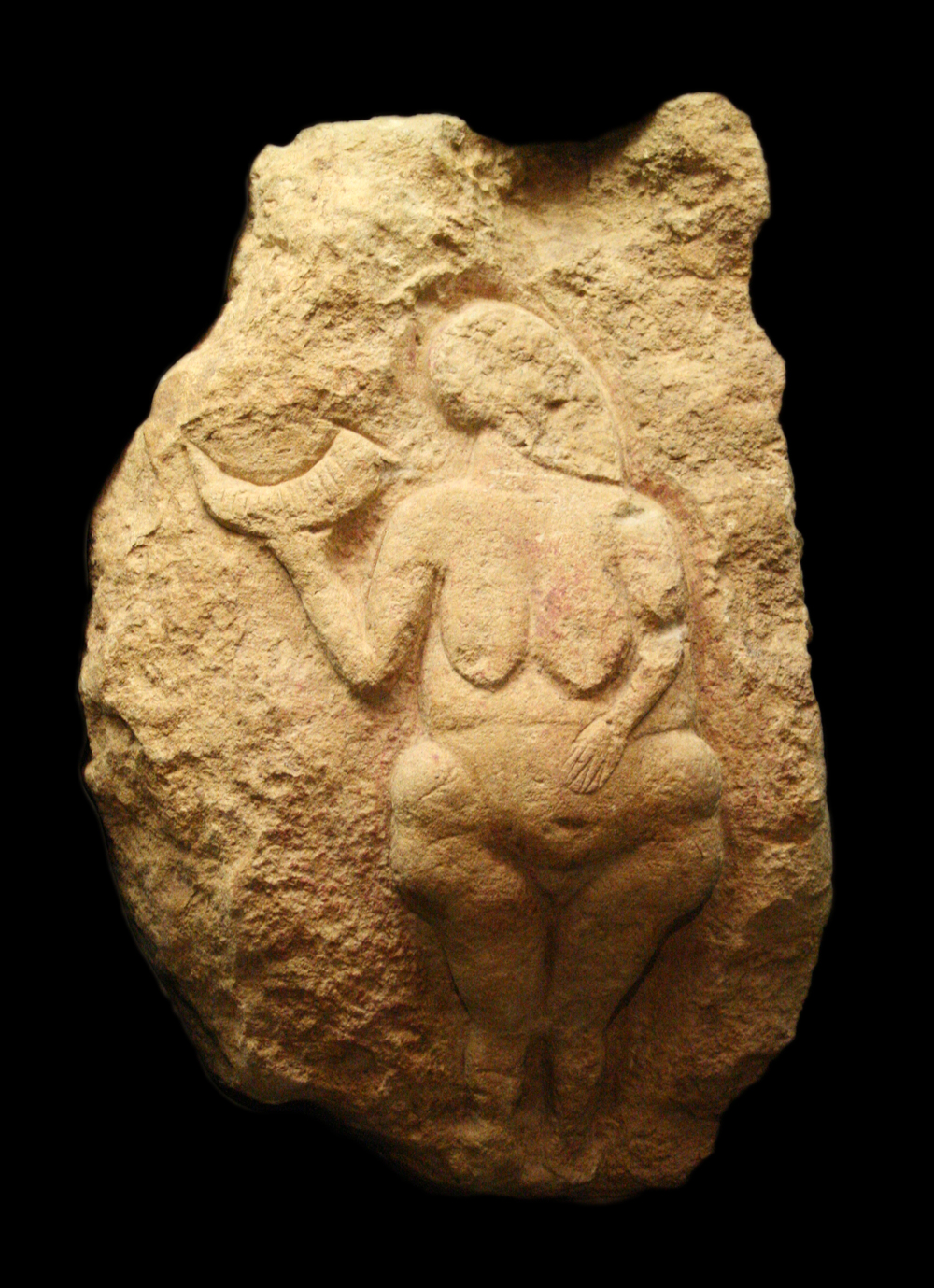
Bajorrelieve de la Venus de Laussel (Paleolítico Superior), sosteniendo un cuerno para beber en su mano derecha.

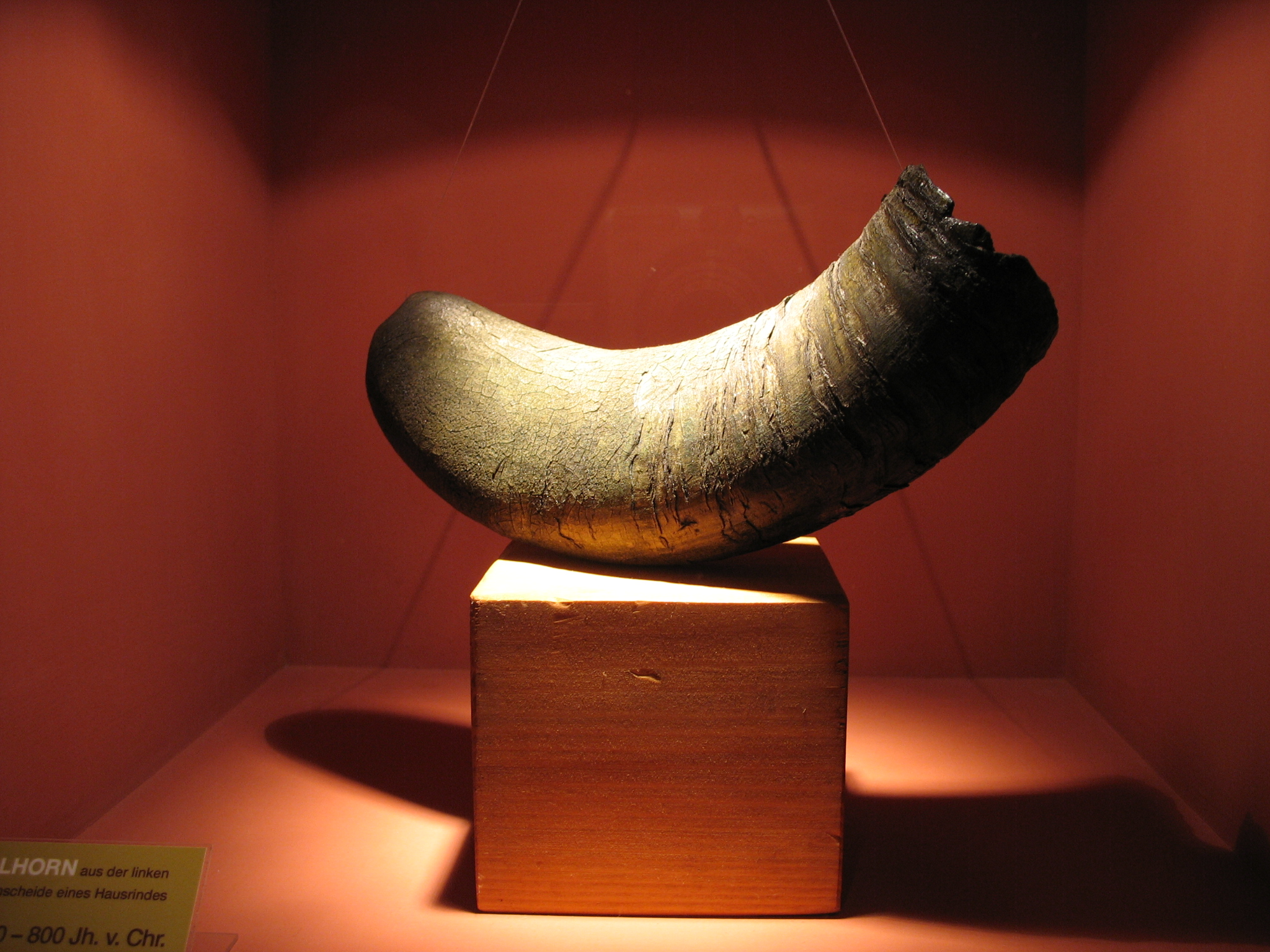
Cuerno para beber de la Cultura de Hallstatt (entre el 800 y el 400 a. C.)

Probablemente la representación más antigua de un cuerno para beber es la Venus de Laussel, una estatuilla de caliza tallada en Francia  hace 25 000 años. Hoy en día es difícil certificar que se trataba efectivamente de un utensilio para beber, ya que los cuernos también se utilizaban para transportar alimentos y pigmentos; pero el gesto de esta mujer, que se lleva la copa a la boca, parece justificar que se trata de un recipiente para beber.
Los restos arqueológicos de cuernos utilizados para beber son adornos metálicos, asas o pies que se remontan a la Edad del Bronce. En la sepultura de Hochdorf se encontró una impresionante colección de nueve cuernos decorados con pergaminos de bronce y oro.
Igualmente notables son los cuernos para beber de Sutton Hoo y Taplow, que datan del siglo VII a. C. Pero también se conservan asombrosos cuernos de vidrio de la primera mitad del primer milenio, que se extendieron desde el valle del Rin hasta Escandinavia. Por su fastuosa decoración, en la que se emplearon materiales preciosos, los cuernos para beber fueron artículos de prestigio, utilizados en ocasiones solemnes como discursos de bienvenida o ceremonias religiosas. Una cámara funeraria del siglo VII excavada en 2003 en Prittlewell, que se cree3 que es la tumba del rey Saeberto de Essex, contenía cuernos para beber y otros utensilios de cocina.
Pero el uso de cuernos para beber no se limitó a Europa. Se han encontrado numerosos cuernos de oro en todo el mundo escita y su representación en placas de oro grabadas4. 4 Se conocen otras pruebas de su uso en África y en la América precolombina.

## En las civilizaciones históricas

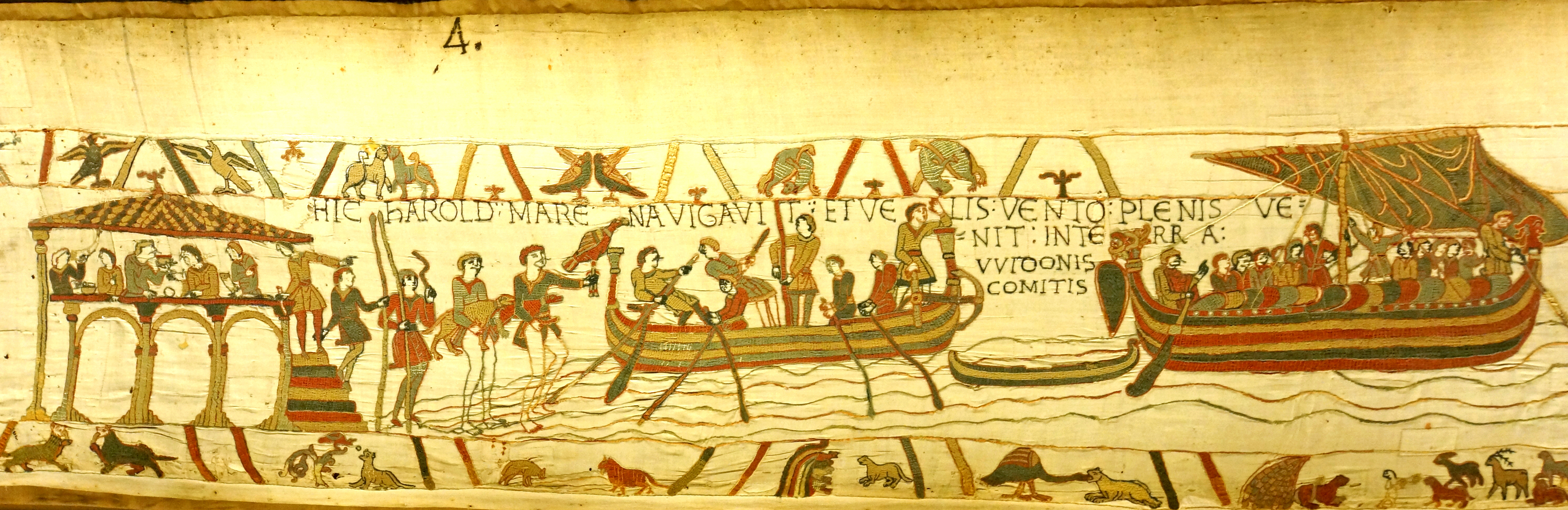
En el Tapiz de Bayeux, varios personajes del campamento de Harold Godwinson brindan con un cuerno antes de cruzar el Canal de la Mancha.

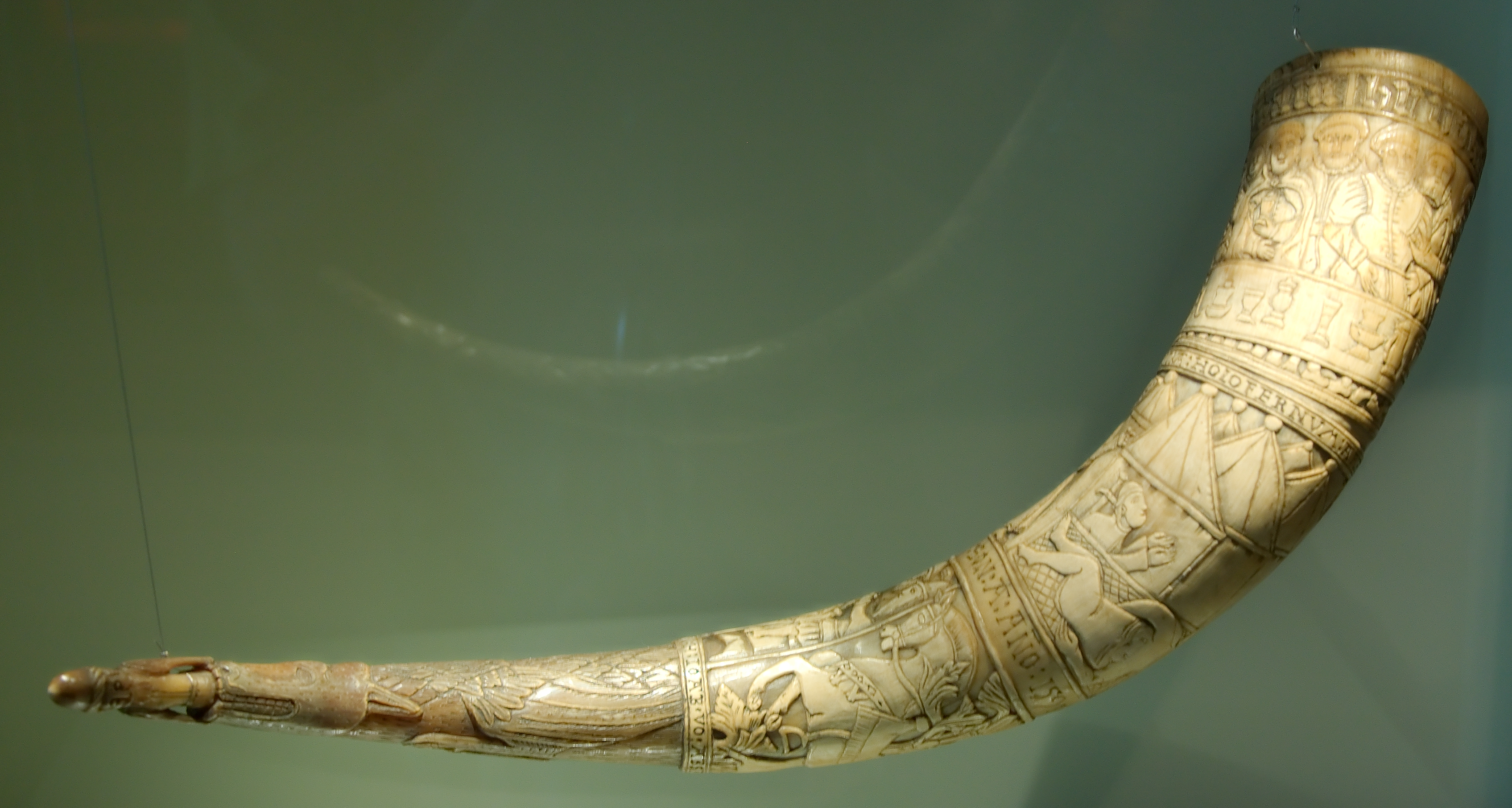
Cuerno islandés para beber (1598).

Los cuernos para beber se encuentran representados en el Tapiz de Bayeux y en las piedras pintadas de Gotland (especialmente la piedra de Tjängvide). Para la historia de las culturas materiales, estas imágenes son de gran importancia porque se asegura que fueron contemporáneas al artista que las produjo, y no una reconstrucción a posteriori.
Entre los testimonios literarios, cabe mencionar en primer lugar las sagas nórdicas, en las que los cuernos para beber desempeñan a menudo un papel narrativo o incluso simbólico. El cuerno Grímr inn góði (Grim el bueno), descrito en la saga de Thorstein-en-la-granja (Þorsteins Þáttr bæjarmagns), una de las antiguas sagas,ref>Simpson, Jacqueline (1963). «Grímr the good, a magical drinking horn». Études Celtiques (en inglés) (2): 489-515.</ref> es un buen ejemplo: se trata de un cuerno mágico con una figura humana, que por un lado afirma el poder de su dueño pero por otro anuncia acontecimientos por venir. Este tipo de personificación es único en la literatura nórdica, aunque las copas son un accesorio frecuente. Así, según Bernhard Maier, «el canto de agonía de Ragnar Lodbrok revela en la 25ª estrofa que los héroes muertos en el Valhalla beben su cerveza en cuernos o cráneos de madera». La palabra utilizada, bjúgviðir “hausa”, es un kenning que sólo puede significar, según este investigador, un cuerno para beber. 
Julio César aporta pruebas del uso de cuernos para beber (cornu urii) fuera del mundo germánico:

Los que más han matado a estos uros (urus) llevan sus cuernos en público, como trofeo, y reciben grandes elogios. No se pueden domesticar, ni siquiera cuando son jóvenes. El tamaño, la forma y la especie de sus cuernos difieren mucho de los de nuestros bueyes. Se buscan con avidez, se adornan con plata en los bordes y se utilizan como copas en las fiestas solemnes.
Julio César. Comentarios a la Guerra de las Galias, libro 6, cap. 28.

## En la época moderna

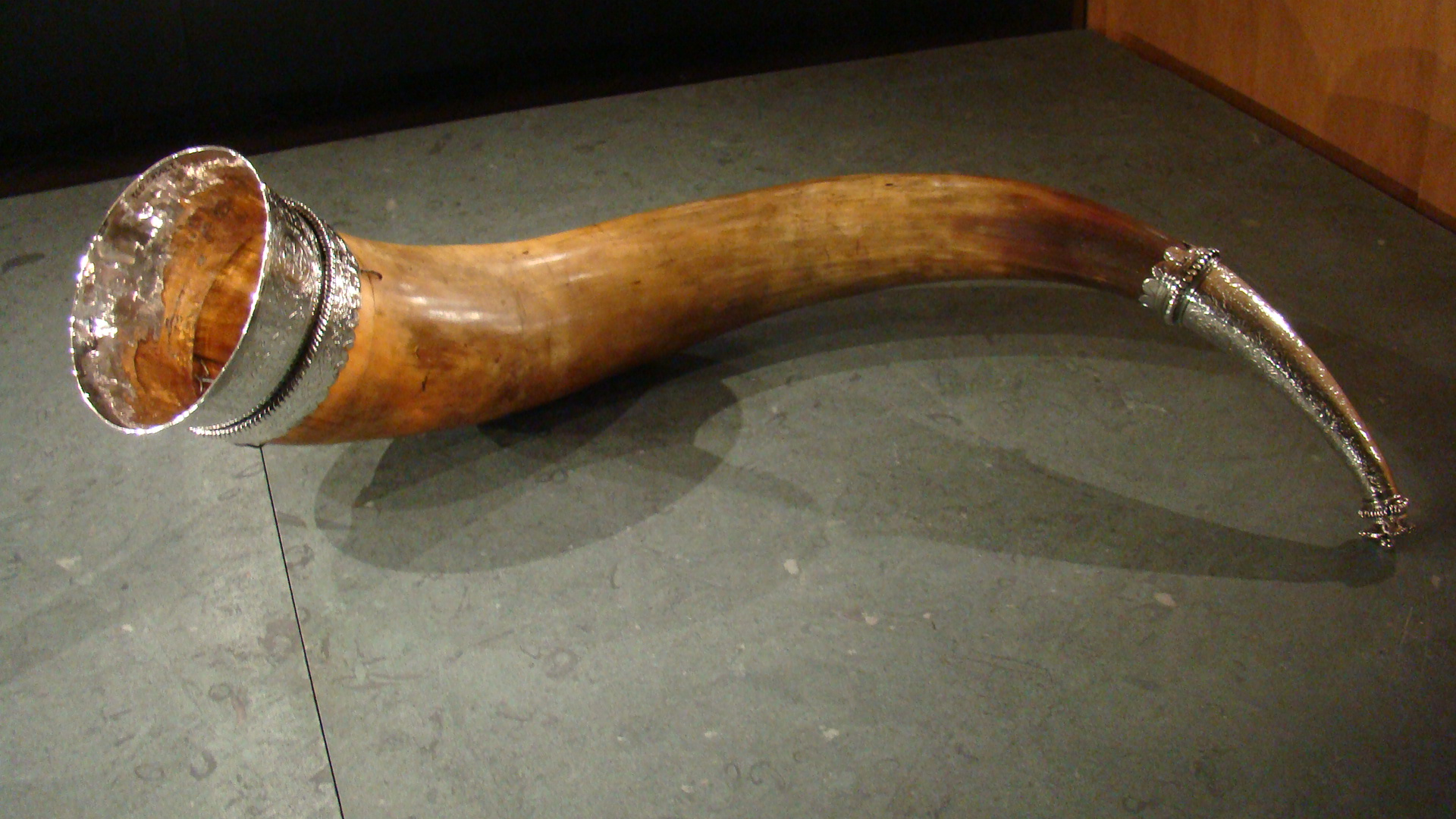
Cuerno de beber renacentista (1550).

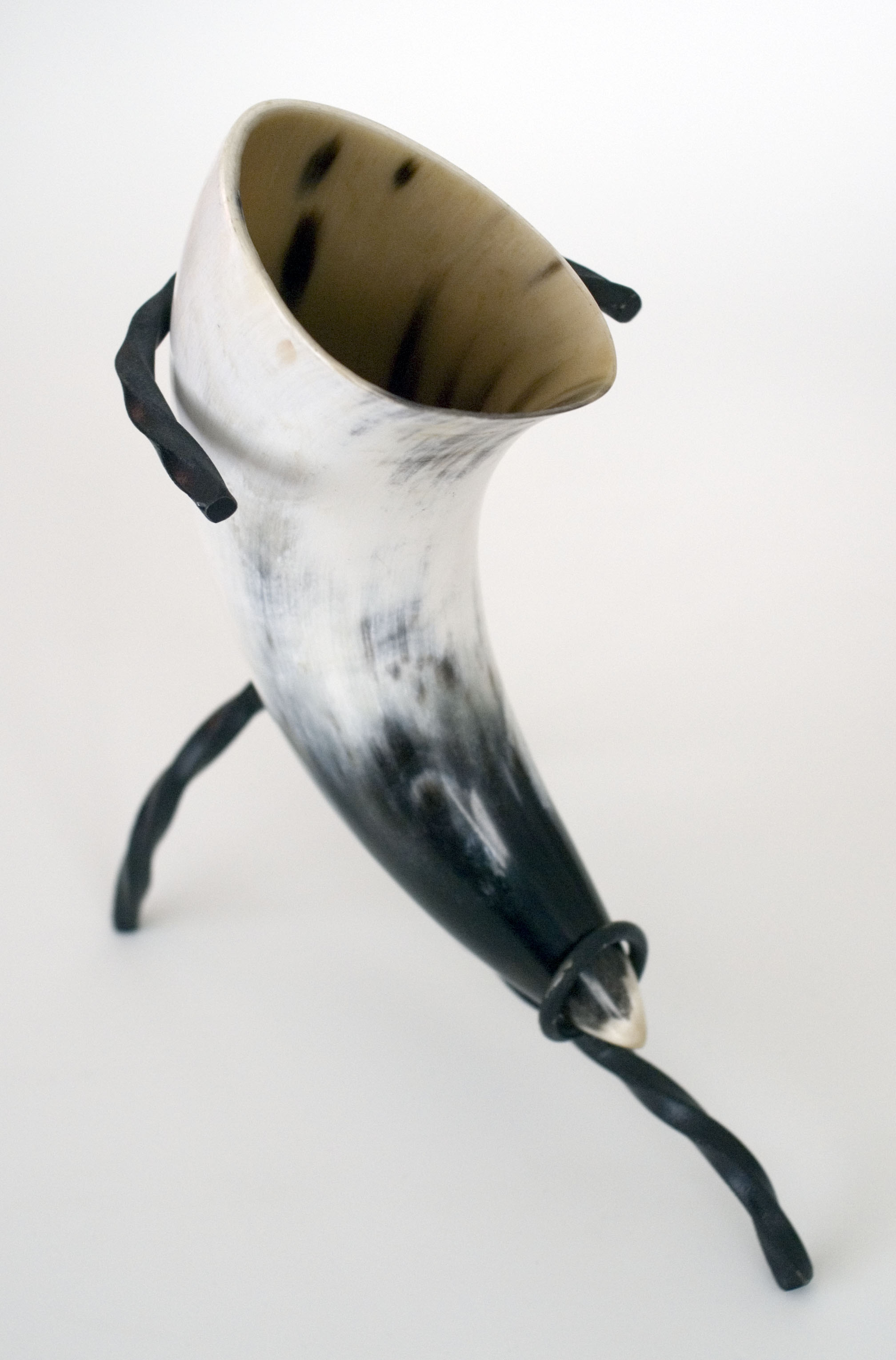
Cuerno para beber moderno y funcional.

Durante el Renacimiento, el cuerno para beber se convirtió en un artículo de lujo. Al final de este periodo, los cuernos para beber eran en su mayoría de cristal o plata.
Hoy solo son objetos exóticos, especialmente buscados por los recreadores, las hermandades estudiantiles y los grupos neopaganos europeos (Ásatrú). 